# Académie des sciences

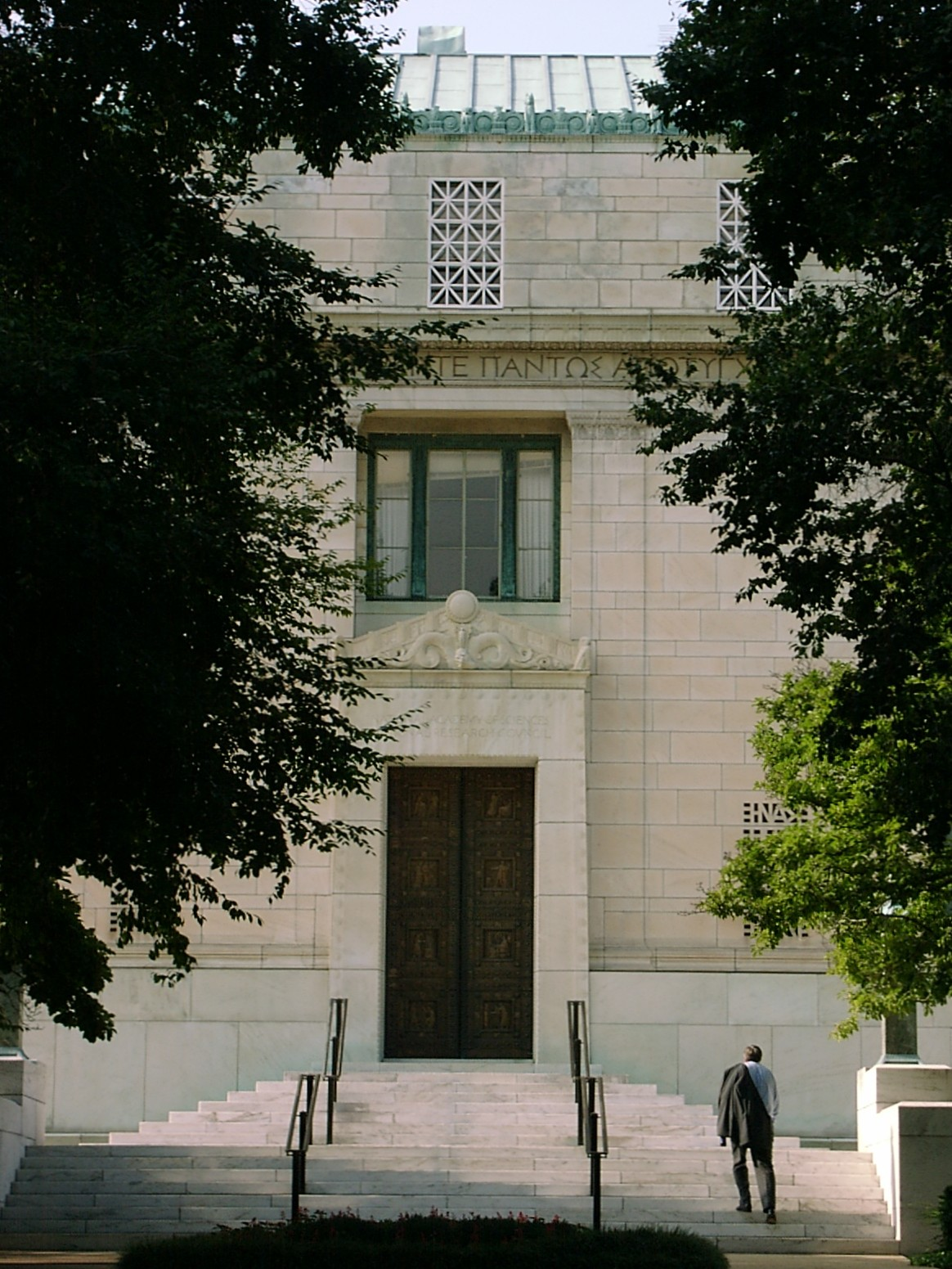
Académie nationale des sciences des États-Unis à Washington

Une académie des sciences est une société savante dont le rôle est de promouvoir la recherche scientifique.
Les premières académies de sciences sont créées au XVIIe siècle, d'abord en Italie, puis dans toute l'Europe (Angleterre, France, Prusse...) au moment de l'essor des découvertes scientifiques.
Les académies réunissent des chercheurs éminents, elles tiennent des séances au cours desquelles des travaux sont présentés et publient les comptes rendus de ces séances sous forme de revues scientifiques. Certaines académies ont également un rôle d'organisation et de financement de la recherche en gérant des instituts, en employant des chercheurs ou en finançant des programmes.
Il existe maintenant des académies des sciences dans de nombreux pays et sur tous les continents. Elles se réunissent périodiquement dans des assemblées générales qui élisent des délégués à l'InterAcademy Panel on International Issues (en) (onze membres pour le monde). Un groupement inter-académique pour le développement (GID) siège à Trieste (Italie) pour favoriser l'avancée des sciences dans les pays en développement.